# 청북정맥
청북정맥(淸北正脈)은 웅어수산(2019.2m)에서 청남정맥과 분기하여 적유령~두첩산~천마산~망일산을 돌아 평안북도 용암포 미곶까지 이어지는, 도상거리 약 446.7km에 이르는 긴 산맥이다.

## 같이 보기
- 산경표